# Loris Foggiatto
Loris Foggiatto (Curitiba, 1º de março de 1913 - São Paulo, 21 de março de 2009) foi um artista plástico, fotógrafo e professor de desenho paranaense radicado em São Paulo e conhecido pelas gravuras e quadros com nus femininos.

## Biografia
O pai,  Domingos Foggiatto, foi fotógrafo da imprensa oficial do Estado do Paraná e considerado muito adiantado para a época, foi pioneiro nas artes plásticas e na fotografia, além de proprietário de dois cinemas, teatros e circos.
Mudou-se para São Paulo e 1934 para trabalhar como gráfico do jornal Folha da Noite (atual Folha de S. Paulo), onde permaneceu até 1969, quando as impressoras foram substituídas por sistemas de impressão mais modernos.

## Artes plásticas e fotografia
Ainda jovem, a veia artística herdada do pai apareceu, começando a fotografar o cotidiano de São Paulo - deixou mais de 10 mil imagens entre ampliações e negativos.
Em meados da década de 1940, foi aprender desenho na Associação Paulista de Belas-Artes. Destacou-se como aluno dos artistas Inocêncio Borghese e Aurélia Cavalcante. Mais tarde, aperfeiçoou-se com os artistas Durval Pereira, Colette Pujol e Waldemar da Costa.
Pela aptidão que tinha especialmente em desenho, logo passou de aluno para professor. Deu aulas de desenho e pintura por mais de 40 anos na APBA. Muitos pintores renomados tiveram aulas com o professor Foggiatto.
Participou da diretoria da APBA por duas décadas. Deu aulas de nu artístico com modelos ao vivo, por varias décadas, quando o nu se tornou uma especialidade sua. Foi um grande apreciador da beleza feminina, produzindo uma enorme quantidade de desenhos e quadros que têm um traço especial evidenciando a sensualidade feminina, não explorando o erotismo.

## Trabalhos premiados
- Salão Paulista de Belas Artes: Cinco Trabalhos Premiados.
- Salão da Associação Paulista de Belas-Artes: Cinco trabalhos Premiados.
- Diversos Salões de Artes Plásticas: Vinte e Um Trabalhos Premiados.

## Exposições individuais
- Galeria Itaú. 1979.
- Hotel Hilton. 1987.
- Centro Cultural. Desenhos de Nu Artísticos. 1988.
- Hotel Hilton. 1990.
- Centro Cultural de Bertioga. 1999 e 2000.

## Participações em juris
- Membro do Júri de 15 Salões de Belas Artes.